# ميشيل سانت ماري
ميشيل سانت ماري (بالفرنسية: Michel Sainte-Marie)‏ (18 أغسطس 1938 في بايون - 27 فبراير 2019 ) سياسي من فرنسا.

## الجوائز
- نيشان جوقة الشرف من رتبة ضابط